# Crustulina lugubris
Crustulina lugubris là một loài nhện trong họ Theridiidae.
Loài này thuộc chi Crustulina. Crustulina lugubris được Pater Chrysanthus miêu tả năm 1975.